# Tour Beauvoir
Édifiée au XIe siècle, la Tour Beauvoir est l'un des plus anciens édifices de la ville de Blois, en France.

## Histoire
Elle formait au Moyen Âge un fief particulier appartenant aux seigneurs de Beauvoir, vassaux du comte de Blois.
En 1256, à la suite de l'intégration au comté de Blois, le donjon devint une pièce maîtresse des défenses de la ville. Pendant les travaux que le comte Jean Ier fit réaliser au château de Blois, l'administration de la Justice du comté et la prison qui y étaient jusqu'alors installées, furent transférées à la Tour Beauvoir pour y demeurer pendant plus d'un siècle, jusqu'à la construction du palais de justice. Après la Révolution, la tour étant devenue insuffisante pour recevoir tous les condamnés, on lui adjoignit alors l'ancien couvent des Cordeliers. La prison resta installée dans la tour jusqu'en 1945.
La tour est inscrite au titre des monuments historiques par arrêté du 26 octobre 1948.

## Architecture
C'est une construction de plan à peu près carré, en moellon, comprenant un rez-de-chaussée, deux étages et un comble. Le bâtiment, couvert avec une seule pente, a dû être dérasé. À l'intérieur, le donjon ne comprend qu'une pièce par étage. Aucun escalier ne desservant les étages, il avait été installé postérieurement un escalier dans un bâtiment accolé. 
En 1970, 4 étages furent reconstitués et un escalier fut installé dans un des angles du donjon.
Rachetée en 2000 par les propriétaires du Château de Chémery, la Tour Beauvoir se visite sur demande et a été aménagée en gîte au rez-de-chaussée. Les étages sont utilisés comme salles d'événements ou d'expositions temporaires.